# БМО Гарріс Бредлі-центр
 «Брадлі-центр»  (англ. Bradley Center) — спортивний комплекс у Мілвокі, Вісконсин (США), відкритий у 1988 році. Місце проведення міжнародних змагань з кількох видів спорту і домашня арена для команди Мілвокі Бакс, Національна баскетбольна асоціація.
Координати : 43°2′37.36″ пн. ш. 87°55′1.28″ зх. д. / 43.0437111° пн. ш. 87.9170222° зх. д.

## місткість
- баскетбол 18 717 (НБА), 19 000
- концерт 20 000
- Хокей із шайбою 17 800